# Theristus macer
Theristus macer is een rondwormensoort uit de familie van de Xyalidae. De wetenschappelijke naam van de soort is voor het eerst geldig gepubliceerd in 1973 door Lorenzen.